# Биг Арм (Монтана)
Биг Арм (енгл. Big Arm) насељено је место без административног статуса у америчкој савезној држави Монтана.

## Демографија
По попису из 2010. године број становника је 177, што је 46 (35,1%) становника више него 2000. године.
| Група             | 2000.      | 2010.      |
| Белци             | 91 (69,5%) | 98 (55,4%) |
| Афроамериканци    | 0 (0,0%)   | 0 (0,0%)   |
| Азијати           | 0 (0,0%)   | 1 (0,6%)   |
| Хиспаноамериканци | 0 (0,0%)   | 0 (0,0%)   |
| Укупно            | 131        | 177        |